# Cephalops fraternus
Cephalops fraternus är en tvåvingeart som först beskrevs av Kertesz 1912.  Cephalops fraternus ingår i släktet Cephalops och familjen ögonflugor. Inga underarter finns listade i Catalogue of Life.